# Lithocarpus yersinii
Lithocarpus yersinii är en bokväxtart som beskrevs av Aimée Antoinette Camus. Lithocarpus yersinii ingår i släktet Lithocarpus och familjen bokväxter. Inga underarter finns listade.